# Phyllagathis cavaleriei
Phyllagathis cavaleriei är en tvåhjärtbladig växtart som först beskrevs av Augustin Abel Hector Léveillé och Eugène Vaniot, och fick sitt nu gällande namn av André Guillaumin. Phyllagathis cavaleriei ingår i släktet Phyllagathis och familjen Melastomataceae. Inga underarter finns listade i Catalogue of Life.